# Угловое (Алтайский край)
Угловое — упразднённое село в Немецком национальном районе Алтайского края. Упразднено в 1974 г, население переселено в село Полевое.

## География
Село располагалось в 6 км к северо-востоку от села Полевое.

## История
Основано в 1909 году, немцами переселенцами из Причерноморья, название получило по молочанской колонии Тиге. До 1917 года менонитское село Орловской волости Барнаульского уезда Томской губернии. Меннонитская община Рейнфельд. После революции в составе Петровского сельсовета. Затем центр Угловского сельсовета. С 1953 в составе Полевского. В 1931 г. организован колхоз «Правда». С 1953 г. отделение колхоза им. Тельмана. В 1974 г. жители переселены на центральную усадьбу в село Полевое.

## Население[2]
| год     | 1911 | 1926 |
| ------- | ---- | ---- |
| человек | 219  | 284  |